# A Howling Success (film 1923)
A Howling Success è un cortometraggio muto del 1923 scritto e diretto da Harry Edwards.

## Produzione
Il film fu prodotto dalla Century Film.

## Distribuzione
Distribuito dall'Universal Pictures, il film - un cortometraggio in due bobine - uscì nelle sale cinematografiche USA il 28 febbraio 1923.